# Polygala abbreviata
Polygala abbreviata är en jungfrulinsväxtart som beskrevs av Markotter. Polygala abbreviata ingår i släktet jungfrulinssläktet, och familjen jungfrulinsväxter. Inga underarter finns listade i Catalogue of Life.